# Lycosa shillongensis
Lycosa shillongensis är en spindelart som beskrevs av Benoy Krishna Tikader och C.L. Malhotra 1980. Lycosa shillongensis ingår i släktet Lycosa och familjen vargspindlar. Inga underarter finns listade i Catalogue of Life.